# Rathenaustraße 3 (Quedlinburg)

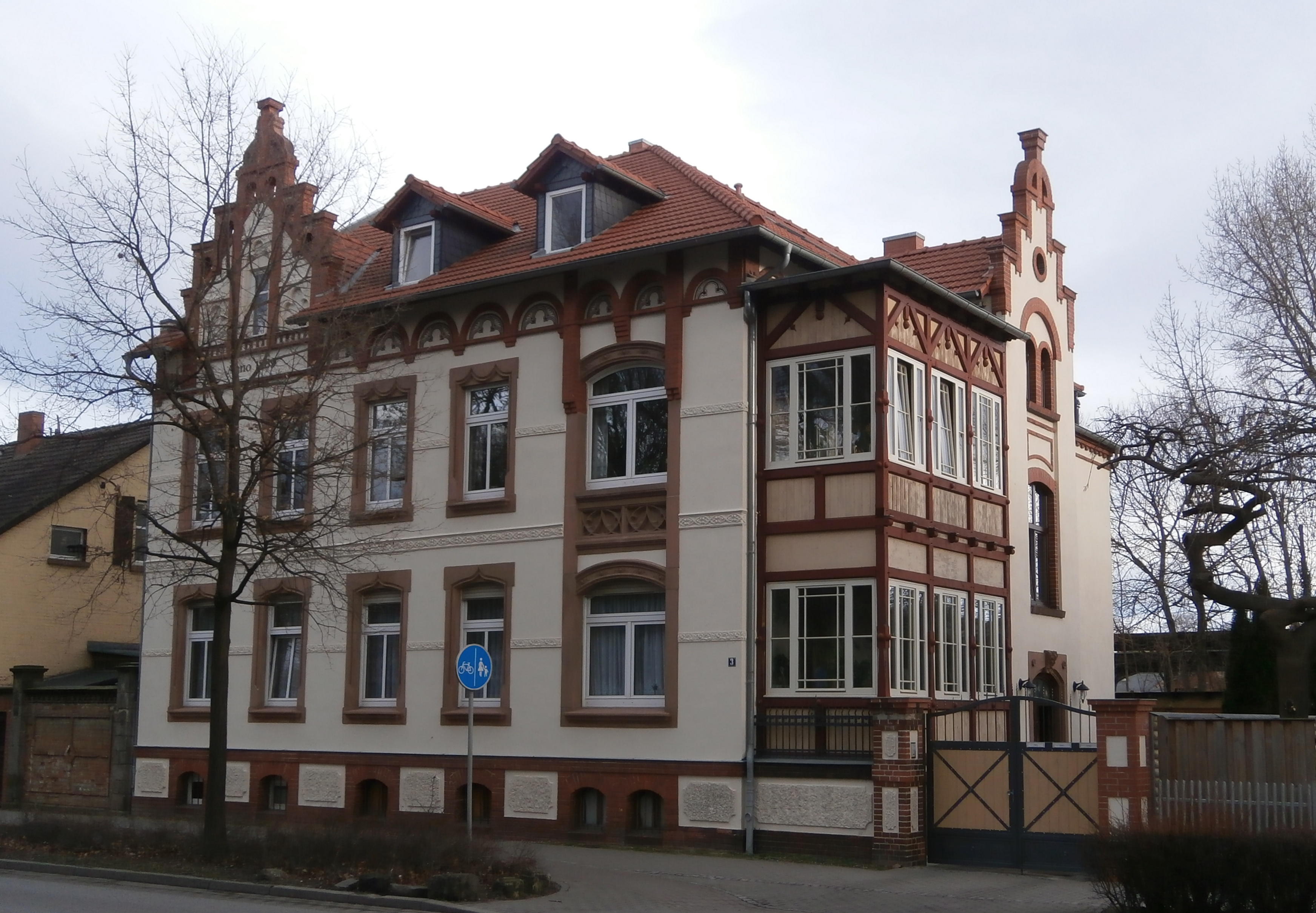
Haus Rathenaustraße 3

Das Haus Rathenaustraße 3 ist ein denkmalgeschütztes Gebäude in der Stadt Quedlinburg in Sachsen-Anhalt.

## Lage
Es befindet sich südlich der historischen Neustadt Quedlinburgs, auf der Südseite der Rathenaustraße und ist im Quedlinburger Denkmalverzeichnis als Wohnhaus eingetragen.

## Architektur und Geschichte
Das zweigeschossige Gebäude entstand in der Zeit um 1890 im Stil des Historismus. Die Fassade des in seinem Erscheinungsbild an eine Villa erinnernden Baus zitiert dabei insbesondere gotische Elemente, so bestehen Staffelgiebel. Vor die Westseite sind Loggien aus beschnitztem Fachwerk gesetzt.